# Sierra de Cubitas
Koordinaten: 21° 44′ N, 77° 46′ W
Sierra de Cubitas ist ein Municipio in der kubanischen Provinz Camagüey. Sein Sitz befindet sich in der Stadt Cubitas.

## Geographie
Cayo Guajaba, eine der Inseln der Jardines del Rey, befindet sich nördlich von Cubitas. Sie ist über die Bucht von la Gloria (Bahia de la Gloria) zu erreichen.

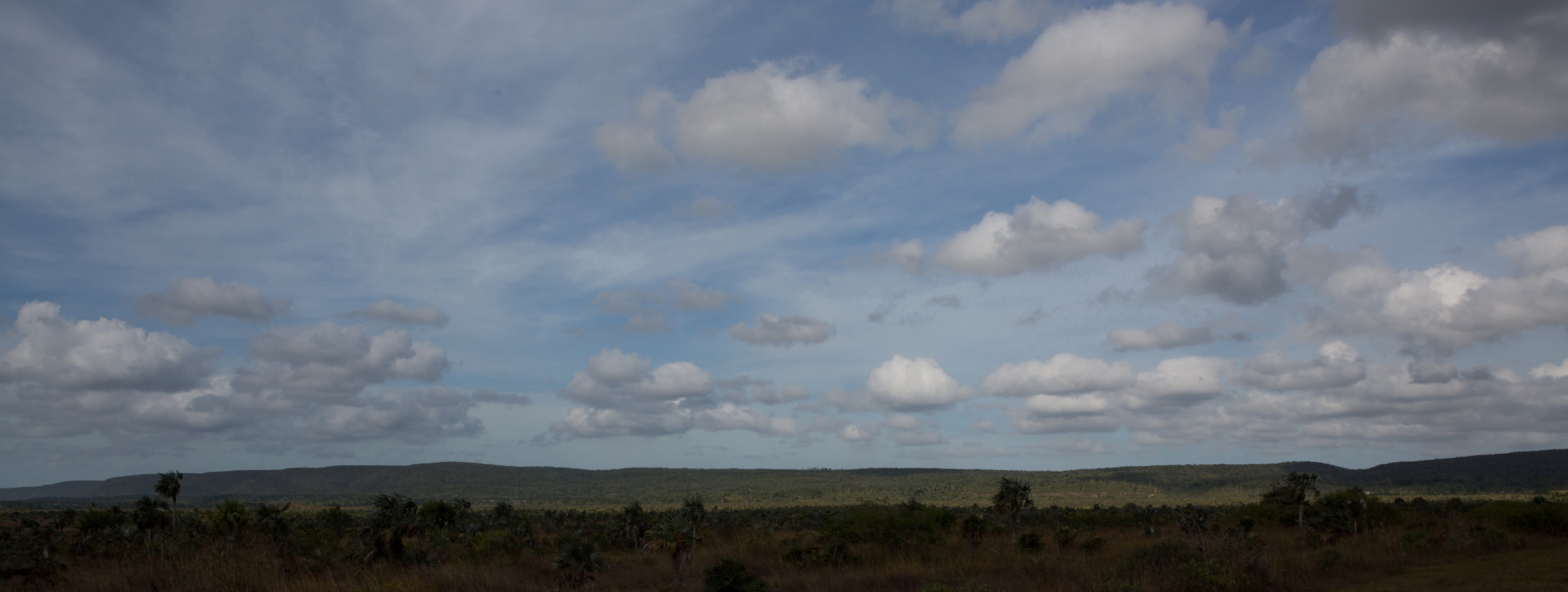
Sierra de Cubitas von Süden

Im nördlichen Teil von Sierra de Cubitas ist eine kleine Gebirgsformation zu finden. Die Region ist im Allgemeinen kaum touristisch erschlossen, die größten Attraktionen bieten einige Höhlen, in denen noch Höhlenzeichnungen erhalten sind. Des Weiteren befindet sich in dem Gebiet Kubas größte Karstform, auch bekannt als Hoyo de Bonet, welche Teil des  2009 neu geschaffenen Ökoreservats „Reserva Ecológica Limones-Tuabaquey“ ist. Eine weitere Sehenswürdigkeit im Municipio sind die „Cangilones del río Máximo“, eine Reihe natürlicher Gumpen, die als herausragende Naturschöpfung unter Schutz gestellt wurden.

## Demographie
2004 zählte der Municipio Sierra de Cubitas 18.589 Einwohner. Mit einer Gesamtfläche von 549 km² besitzt die Stadt eine Bevölkerungsdichte von 33,9 Einwohner/km².